# Montbrison
Montbrison /mõbʁiˈzõ/ è un comune francese di 15 600 abitanti situato nel dipartimento della Loira nella regione Alvernia-Rodano-Alpi, sede di sottoprefettura.

## Società

### Evoluzione demografica
Abitanti censiti

## Monumenti e luoghi d'interesse

### La Diana
La sala araldica La Diana è stata allestita intorno al 1300 dal conte Giovanni I di Forez. Un insieme di 1970 blasoni dell'epoca decorano la sua volta ogivale in legno, unica in Francia per anzianità Gli Stati della provincia si riunivano in questo luogo della storia medievale del Forez e Francesco I vi fu accolto nel 1536. La città di Montbrison l'acquistò nel 1862, dietro pressioni di Victor de Persigny, duca di Persigny, ministro di Napoleone III e originario del Forez, la restaurò e vi installò la Società Storica e Archeologica del Forez, che ne prende il nome, e vi installò una biblioteca. Il Museo archeologico, creato dal 1881, testimonia la ricchezza del passato del Forez attraverso collezioni paleolitiche, neolitiche, protostoriche e medievali. Vi è anche esposto un tesoro di oreficeria gallo-romana.

### La torre degli Adrets
È una torre delle antiche fortificazioni.

### La collegiale di Notre-Dame d'Espérance
La collegiale di Notre-Dame-d'Espérance de Montbrison fu fondata da Ghigo IV, conte di Forez. La costruzione di questa chiesa gotica si sviluppò su due secoli e mezzo (1223-1466). Classificata Monumento storico di Francia, come il suo organo Callinet, figura sulla prima lista dei monumenti storici di Prosper Mérimée dal 1840. Con la sua bella architettura, è il cuore della città e una delle più belle chiese di tutta la regione. La torre campanaria, del XV secolo, sostenuta da contrafforti, contribuisce a dare alla facciata un aspetto imponente.

### Il museo d'Allard
Contiene, in particolare, un'importante collezione di giochi dell'azienda francese Gégé.

### La chiesa di Sant'Anna
L'antica chiesa di Sant'Anna è occupata dal 4 maggio 1996 dalla Chiesa Riformata di Saint-Étienne e del Forez.
La nuova chiesa di Sant'Anna legata all'Hôtel-Dieu di Montbrison fu ricostruita a partire dal 1729 e fu benedetta il 27 aprile 1734. La chiesa funse da cappella dell'ospedale fino al 1975, anno in cui l'ospedale fu trasferito a Beauregard.

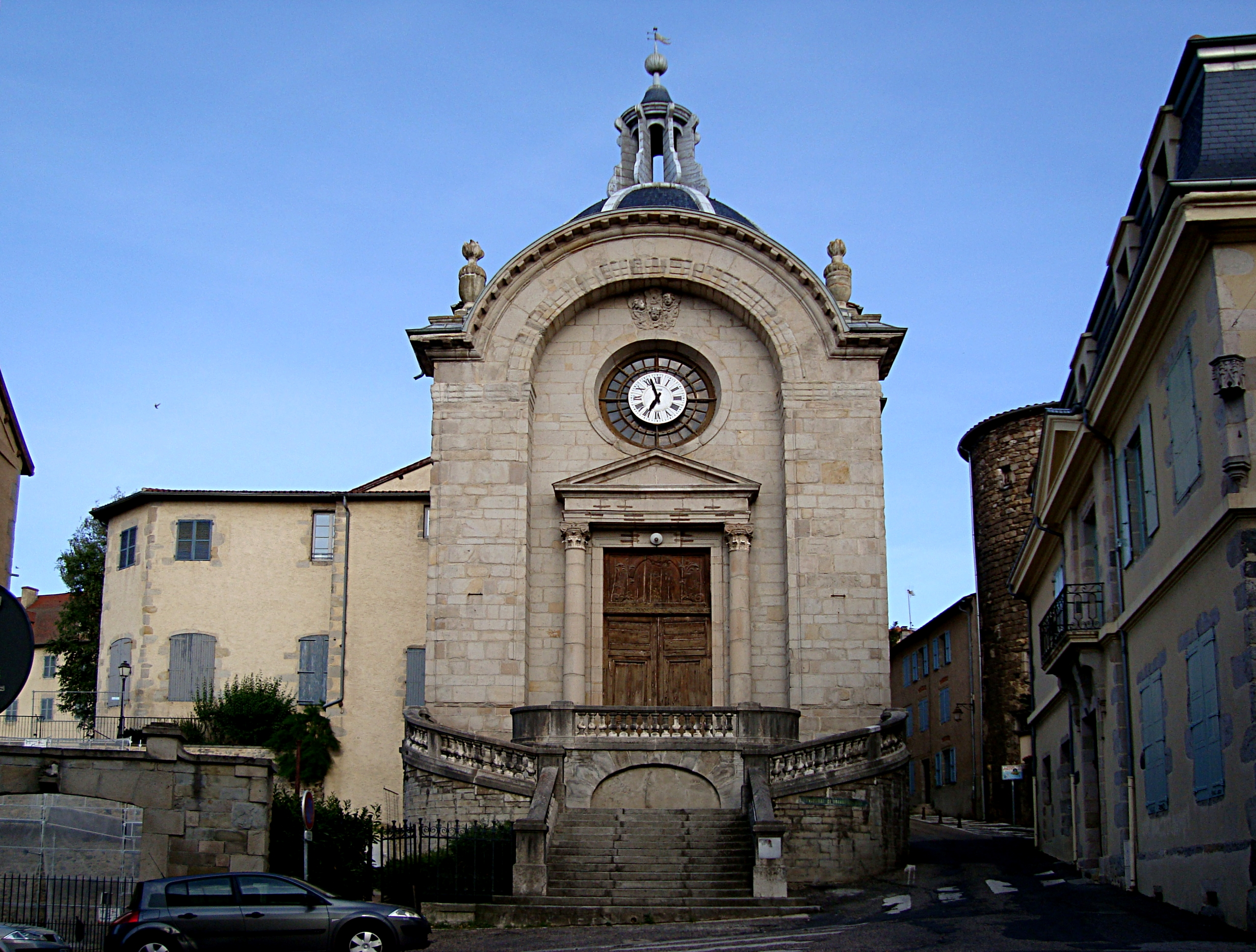
Palazzo di Giustizia, antico convento della Visitazione.
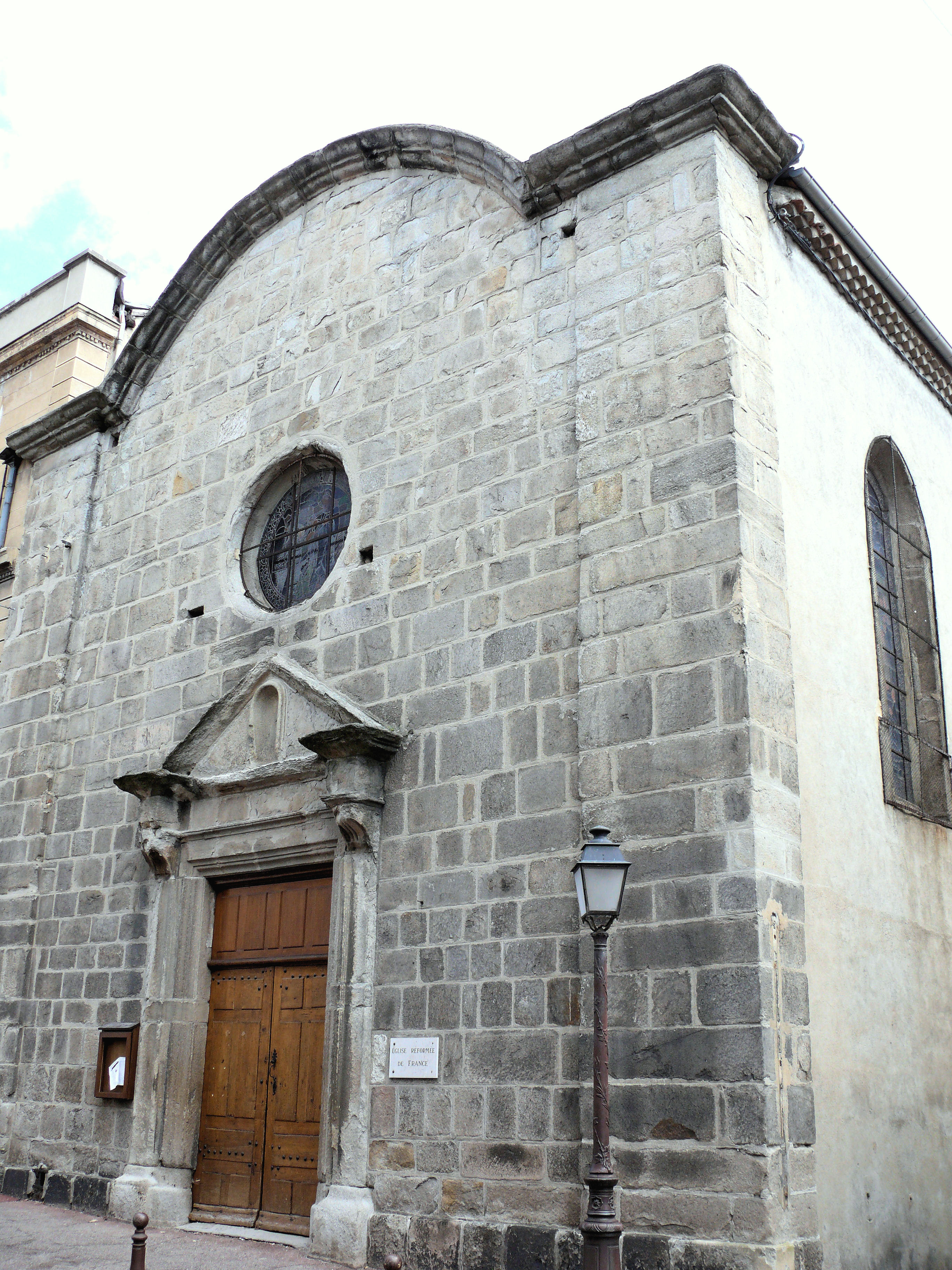
Tempio di Montbrison, antica chiesa di Sant'Anna.
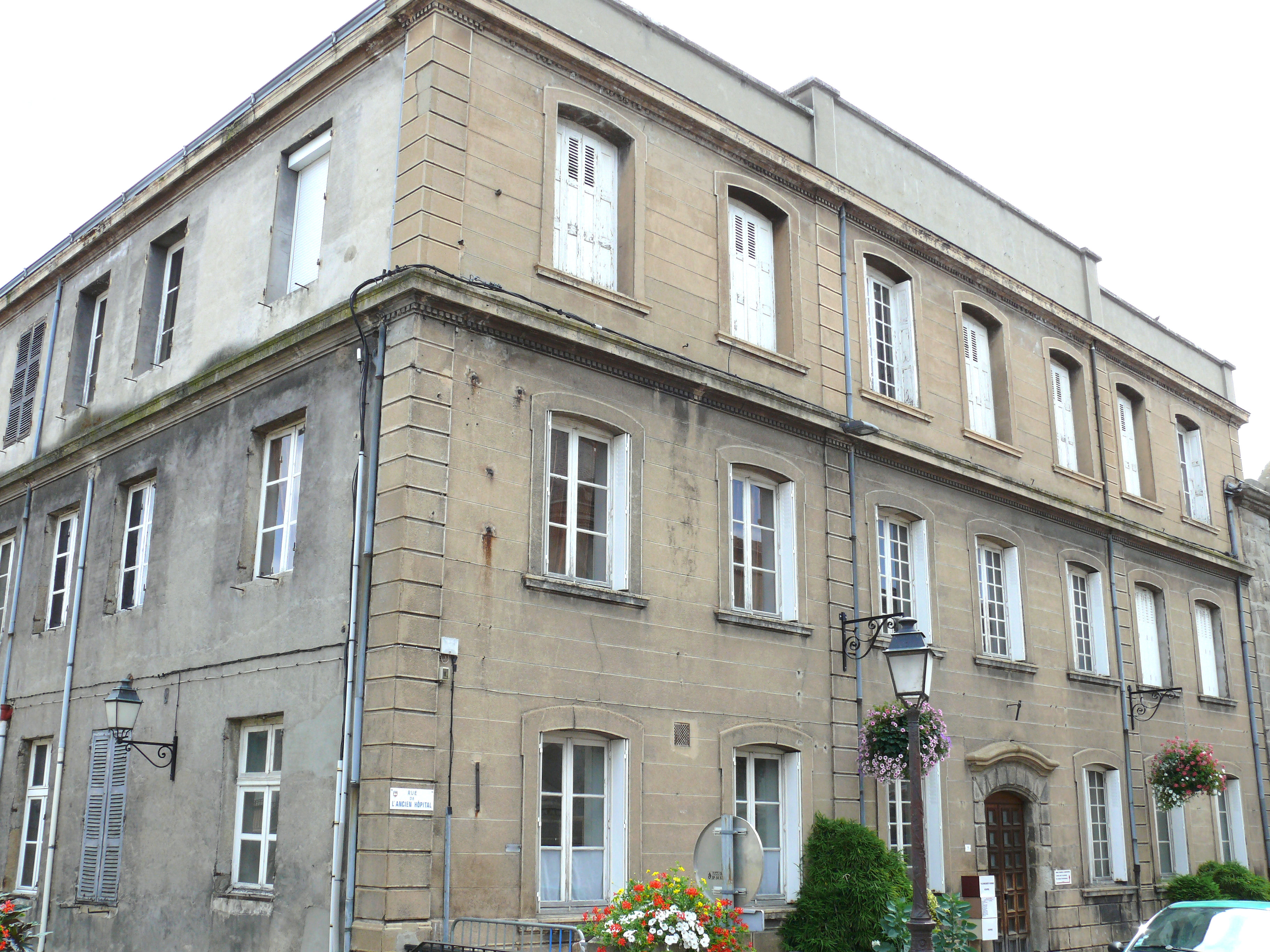
L'antico Hôtel-Dieu Sainte-Anne.
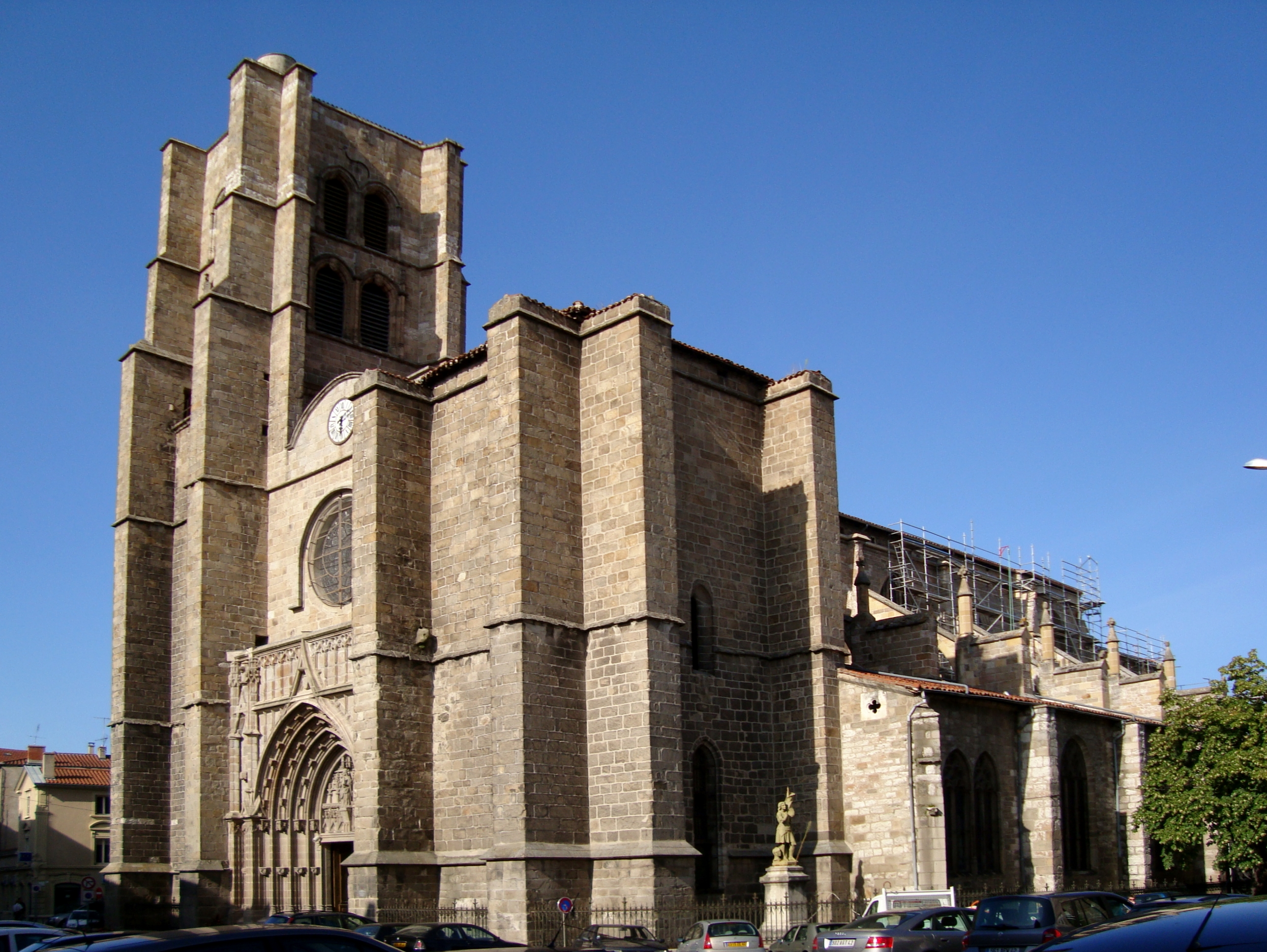
Collegiale Notre-Dame-d'Espérance di Montbrison.

### La comanderia di Saint-Jean-des-Près
Alla metà del XII secolo il conte di Forez Ghigo fondò un ospedale del quale affidò la direzione agli ospitalieri dell'Ordine di San Giovanni di Gerusalemme. Questi accrebbero rapidamente il loro patrimonio con acquisti di proprietà nella zona e fecero costruire la comanderia. Essa fu considerata nel 1790 un bene del clero e venduta nel 1791 a Claude Masset. Gli edifici conventuali furono abbattuti nel 1970.
Iscritta nell'inventario supplementare dei Monumenti storici nel 1991, fu acquisita nel luglio 1998 dalla Società Storica e Archeologica del Forez, la Diana, che ne intraprese il restauro.

### Il municipio
Occupa l'antico edificio del convento dei francescani (cordeliers).

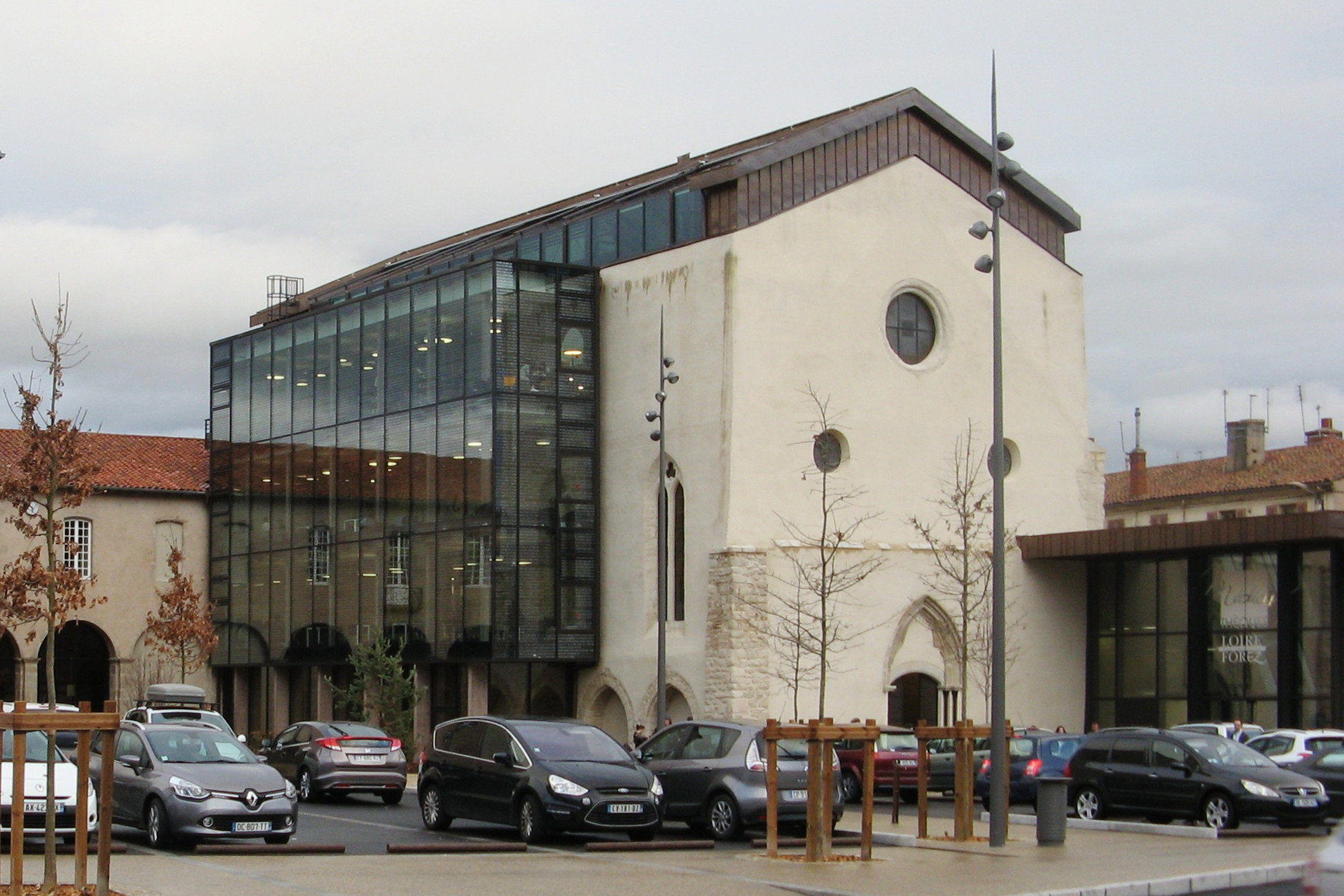
Mediateca, antico convento dei cordeliers.

### La mediateca Loire-Forez
Dal 2015 si trova nell'antica chiesa ristrutturata del convento dei cordeliers.

### La sottoprefettura
Si trova nell'antico edificio del collegio degli Oratoriani fondato nel 1624 ma ricostruito a seguito di un incendio nel 1783. Jean-Baptiste Massillon ne fu professore per due anni a partire dal 1687.

### Il tribunale di grande istanza
Il Palazzo di Giustizia di Montbrison, che ospita il Tribunale di Grande Istanza, si trova nell'edificio dell'antico convento della Visitazione, eretto a Montbrison nel 1643. La chiesa del convento, dedicata a Santa Maria, fu costruita negli anni 1700-1701. È coronata da una cupola costruita dall'architetto digionese Martin de Noinville, allievo di Mansart. Nel 1717 vi fu installato l'orologio. Nel 1769 fu intrapresa la costruzione di un grosso corpo dell'edificio secondo i progetti dell'architetto di Montbrison, Durand Aubert.

### Il teatro dei Penitenti
Occupa gli edifici dell'antica cappella dei Penitenti Bianchi della confraternita di Confalon. Fu creato sul modello delle celle di Parigi e di Lione su iniziativa di Anne d'Urfé, balivo di Forez, nel 1591. Inizialmente stabilitasi nella cappella del convento dei cordeliers, la confraternita fece erigere una nuova cappella nella quale si installò nel 1731. Invitati a ingrandire la cappella, i penitenti si indirizzarono all'architetto lionese e imprenditore, Joseph Linossier. L'opera mostra una certa parentela con l'arte di Jacques-Germain Soufflot, senza che si possa tuttavia stabilire un collegamento tra i due architetti. L'opera fu consegnata il Natale del 1762. Durante la rivoluzione la cappella fu venduta. Nel 1874 si pensò di installarvi un mercato del pesce. Rimase in mani private fino al 1965, quando fu acquistata dal comune di Montbrison, che la fece restaurare per farne una Casa dei giovani e della cultura, un centro di animazione culturale e poi un teatro.

### La chiesa di San Pietro
Ricostruita verso il 1870 in stile neogotico dal curato Louis Charles Ollagnieb (1818-1911) quando questi fu nominato parroco di San Pietro nel 1862, fu riconsacrata il 3 maggio 1873 dall'arcivescovo di Lione Jacques Marie Achille Ginoulhiac; il campanile fu terminato nel 1874.

### Il lungofiume del Vizézy e i ponti
Il Vizézy è il fiume che attraversa la città. È attraversato da vari ponti.

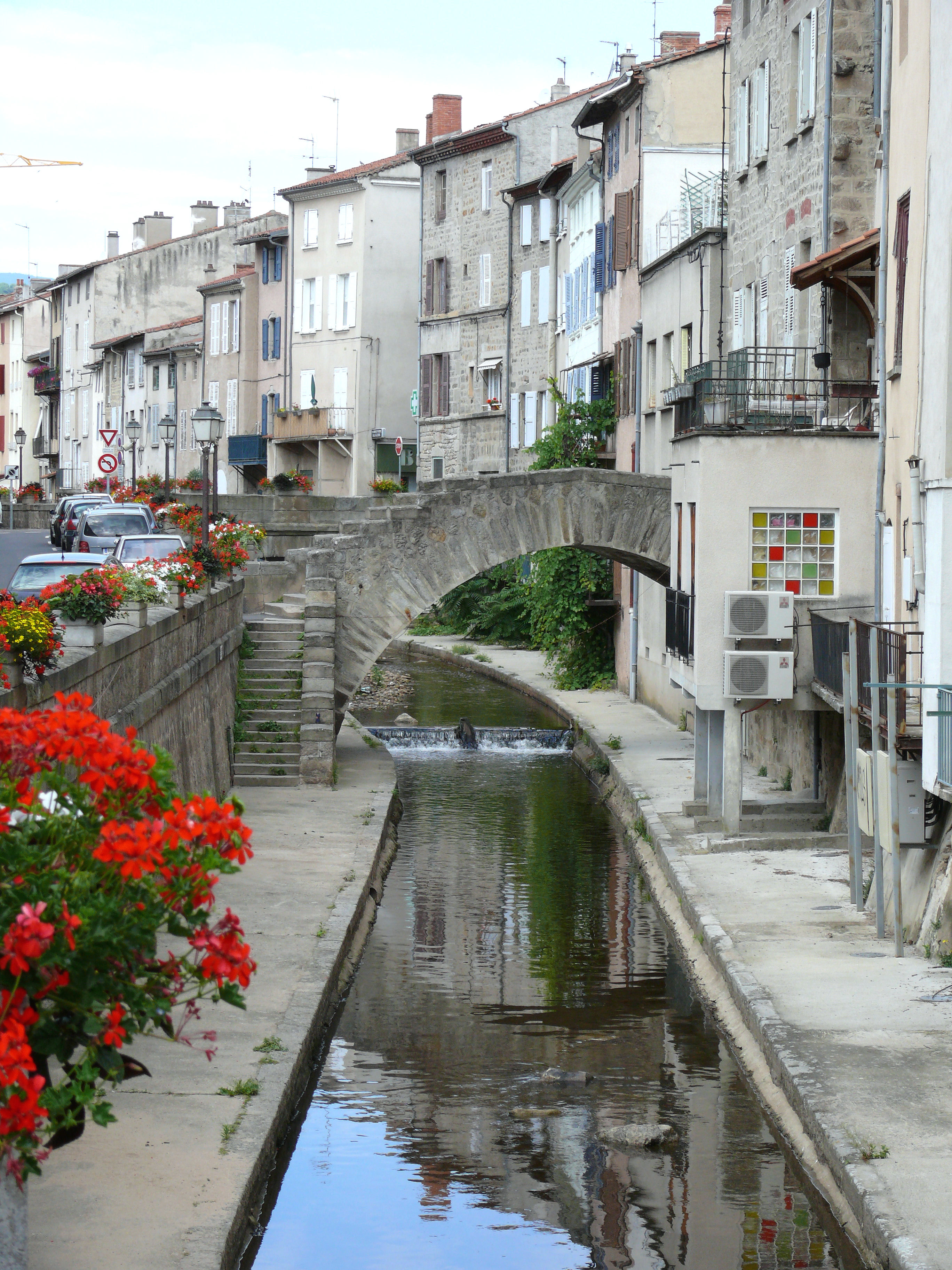
Il Vizézy.
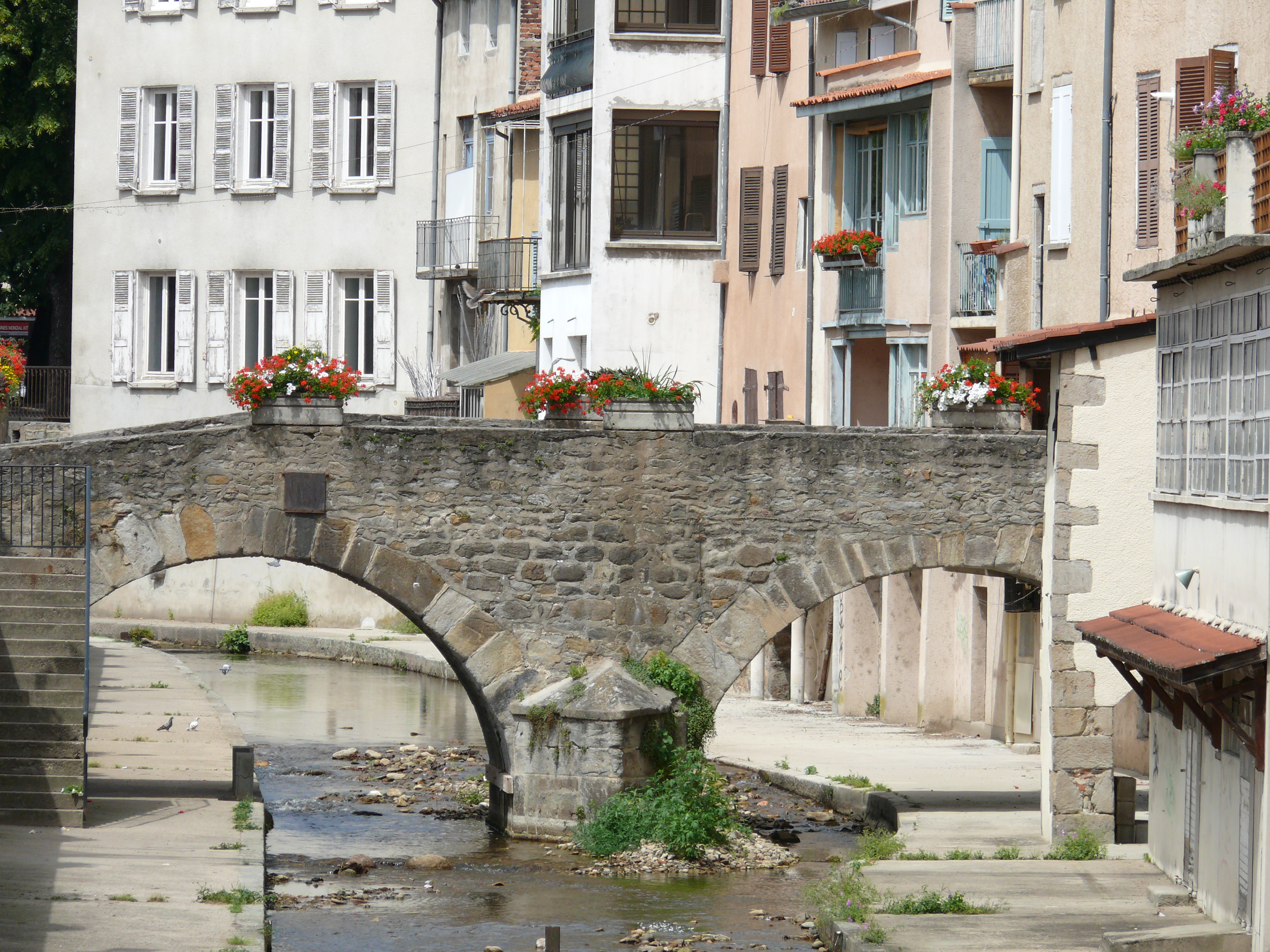
Ponte d'Écotay.
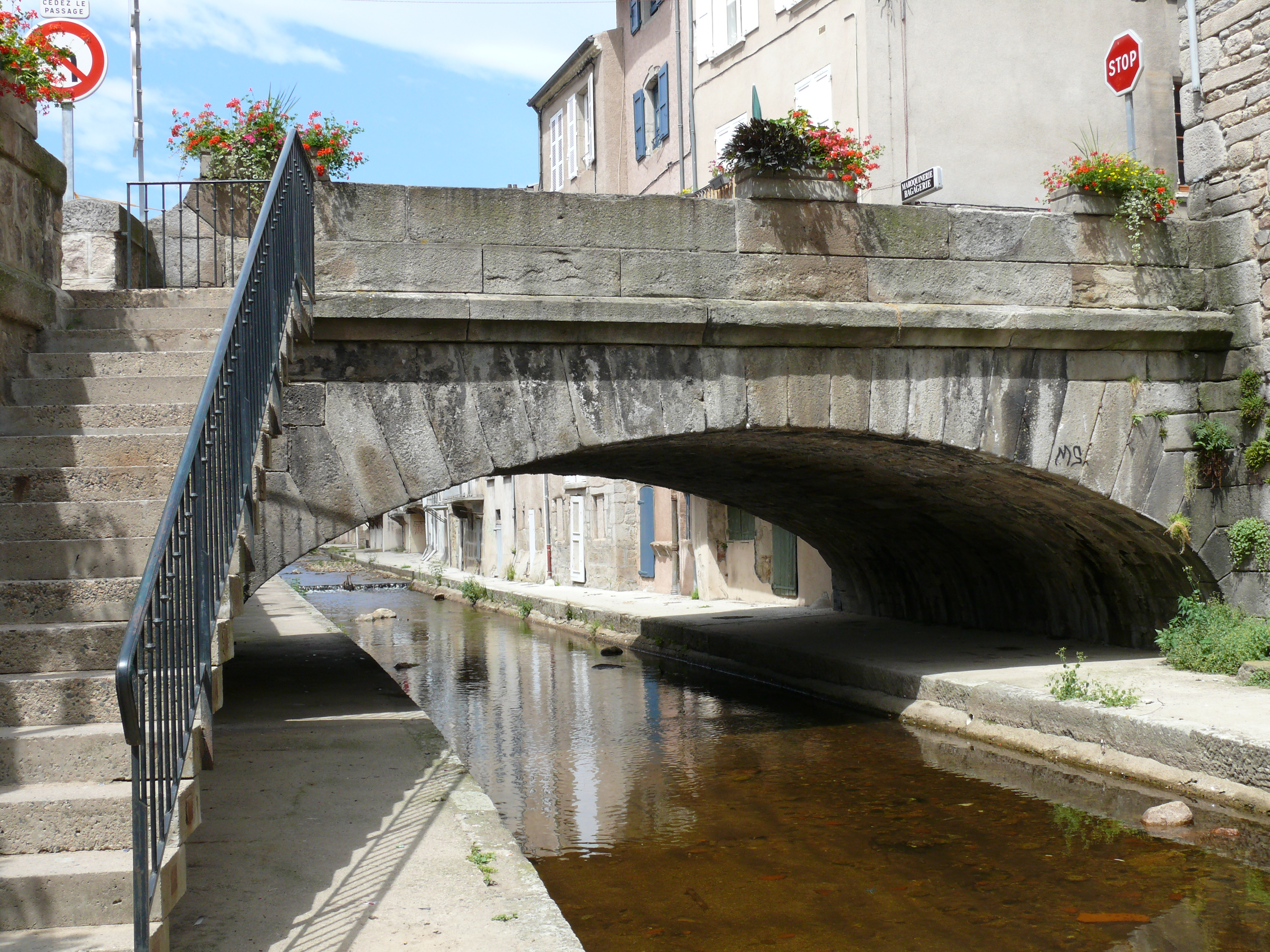
Ponte Notre-Dame.
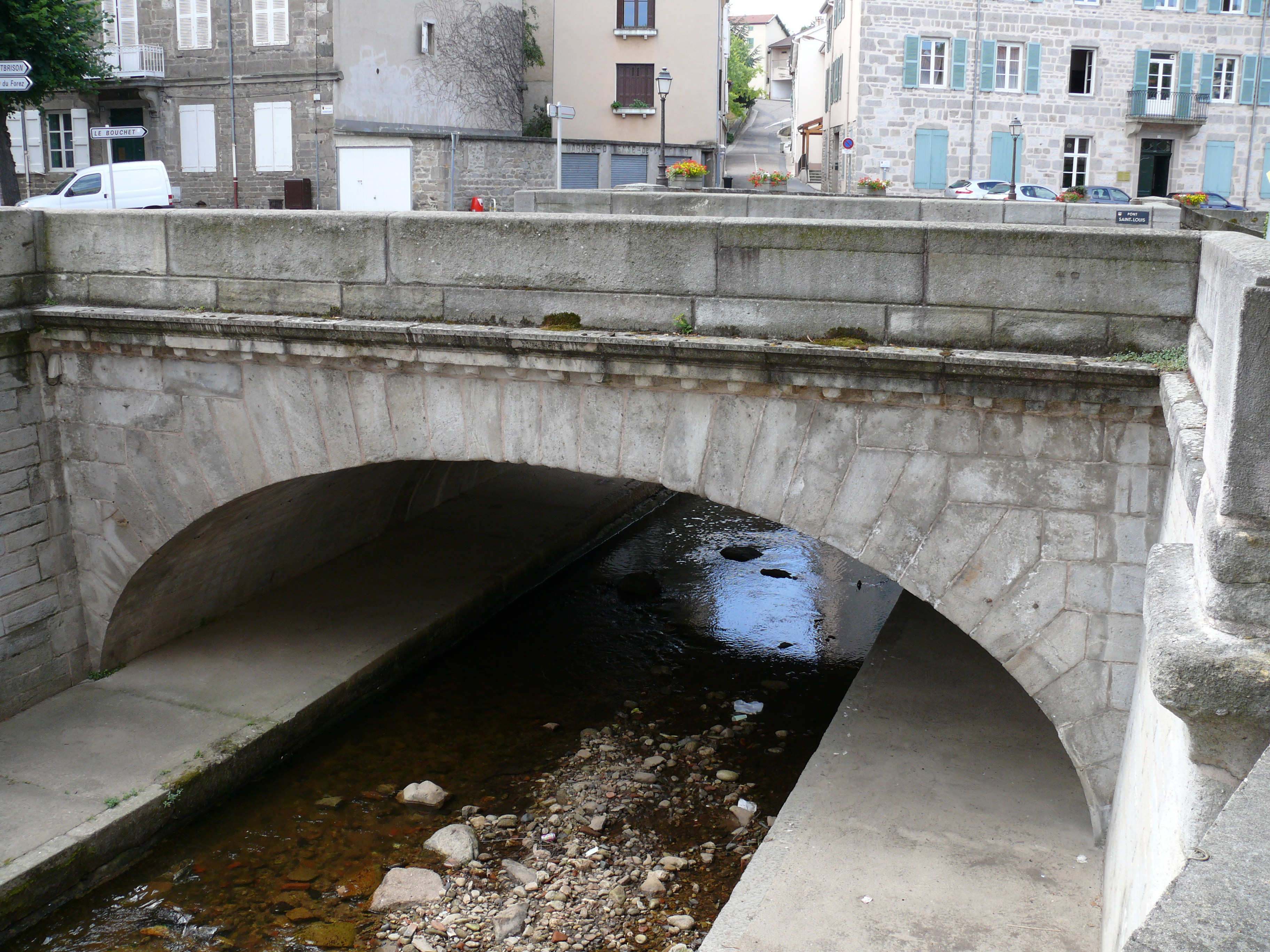
Ponte Saint-Louis.

### L'anticoHôtel-Dieudi Sant'Anna
Fu nel 1220 che il conte di Forez, Ghigo IV, trasferì l'Hôtel-Dieu, creato a Montbrison nel 1090, sulla riva destra del Vizézy, vicino alla collegiale di cui stava per intraprendere la costruzione nel 1223.
L'attuale edificio è una ricostruzione avvenuta tra il 1786 e il 1788. Nel 1926 una donazione consentì di rialzare l'edificio di un piano. Nel 1971 si decise di costruire un nuovo ospedale nel quartiere di Beauregard, che aprì nel 1975. L'antico Hôtel-Dieu fu allora occupato da alcune associazioni.